# Văn phòng trọn gói

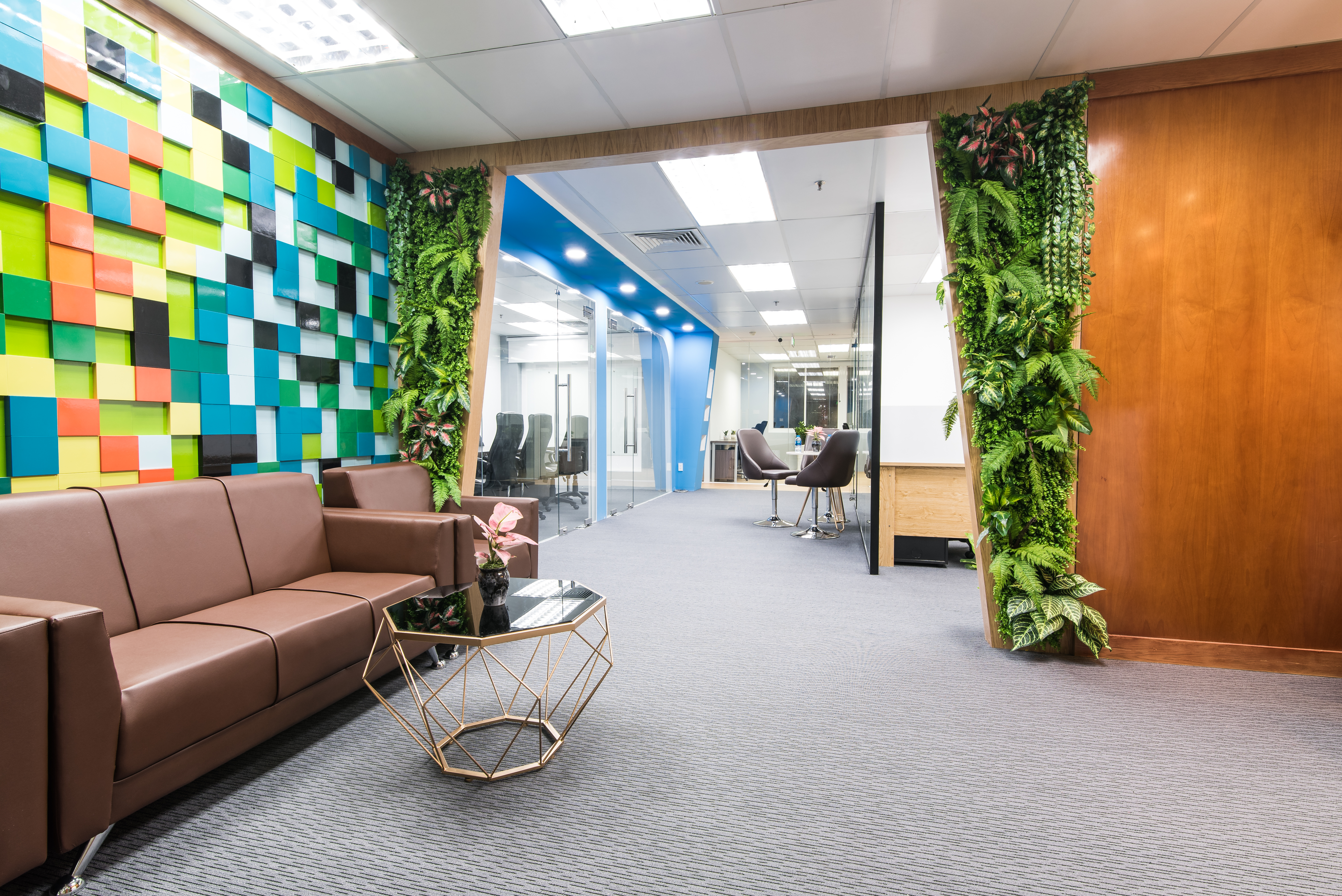
Khu vực sử dụng chung bao gồm: Khu vực tiếp khách, lễ tân, phòng họp,discussion

Văn phòng trọn gói hoặc còn được gọi là Văn phòng tiện lợi là một dịch vụ cung cấp không chỉ diện tích văn phòng cho thuê mà còn bao gồm các dịch vụ chung để phục vụ cho hoạt động của một văn phòng. Thuật ngữ "văn phòng tiện lợi" thường áp dụng cho các văn phòng nhỏ, và các dịch vụ chung này giúp chia sẻ chi phí giữa các doanh nghiệp trên một không gian chung. Các không gian chung này có thể là phòng họp, lễ tân, khu tiếp khách và các tiện ích khác.
Ngoài ra, "văn phòng tiện lợi" cũng được sử dụng để mô tả một dịch vụ cung cấp tất cả các dịch vụ hỗ trợ cho một doanh nghiệp hoạt động, từ việc tìm kiếm văn phòng phù hợp, thi công nội thất, lắp đặt, quản lý văn phòng, cung cấp văn phòng phẩm và nhiều dịch vụ khác cho các doanh nghiệp. Hoặc nó có thể chỉ đơn giản là tạo ra một khu văn phòng có đầy đủ tiện nghi với các diện tích cho thuê khác nhau để các doanh nghiệp lựa chọn. Dịch vụ này giúp cho doanh nghiệp tập trung vào hoạt động kinh doanh chính của mình, vì các vấn đề phụ trợ được chịu trách nhiệm bởi nhà cung cấp dịch vụ.

## Lịch sử
Ngành văn phòng trọn gói tại Hoa Kỳ xuất hiện từ đầu những năm 1960. Sự kiện đánh dấu mốc son đầu tiên là thành lập công ty OmniOffices vào năm 1962. Sau đó, vào năm 1966, Paul Fegen ra mắt bộ sản phẩm luật được trang bị sẵn dành cho luật sư. Khái niệm văn phòng trọn gói nhanh chóng lan rộng ra các quốc gia khác trên thế giới. Năm 1978, Alf Moufarrige thành lập ServCorp tại Úc, đánh dấu sự ra đời của ngành văn phòng trọn gói tại quốc gia này. Năm 1979, gia đình Fuchs khai trương một trung tâm kinh doanh ở Northampton, Vương quốc Anh. Đây là trung tâm kinh doanh đầu tiên tại Vương quốc Anh cung cấp dịch vụ văn phòng trọn gói. Trung tâm này vẫn hoạt động cho đến ngày nay dưới thương hiệu OSiT (Office Space in Town Ltd) của gia đình Fuchs.
Vào những năm 1980, các văn phòng trọn gói tại các thành phố kinh doanh lớn của Hoa Kỳ đã trải qua một quá trình chuyển đổi đáng kể.
Nhờ những tiến bộ trong công nghệ máy tính vào thập niên 80, các văn phòng trọn gói đã có thể tinh giản nhân sự vận hành và đồng thời mở rộng các dịch vụ cung cấp cho khách hàng, bao gồm quyền truy cập máy tính, hộp thư thoại và máy fax. Richard Nissen, người tiên phong trong hệ thống viễn thông trao đổi kỹ thuật số sử dụng thiết bị điện tử để thực hiện và chuyển cuộc gọi điện thoại, đã thành lập Business Space Ltd. tại London vào năm 1980.
Ngày nay, văn phòng trọn gói đã trở thành một ngành công nghiệp, cung cấp cho doanh nghiệp địa điểm, nhân sự và công nghệ cần thiết để vận hành. Vào đầu những năm 2000, DTZ đã thực hiện các báo cáo quan trọng về ngành này, hợp tác với Hội đồng Văn phòng Anh Quốc để xuất bản. Nhằm hỗ trợ các Bộ và cơ quan công thuộc Chính phủ đánh giá lợi ích của không gian làm việc linh hoạt so với văn phòng truyền thống, Cơ quan Kiểm toán Quốc gia Anh đã biên soạn một hướng dẫn cụ thể.
Theo báo cáo kinh doanh tháng 11 năm 2014 của Hiệp hội Trung tâm Doanh nghiệp Anh (nay là Hiệp hội Không gian Linh hoạt, đổi tên năm 2019), các văn phòng trọn gói tại Vương quốc Anh đang sử dụng 70 triệu feet vuông diện tích, là nơi làm việc của 80.000 doanh nghiệp, cung cấp hơn 400.000 việc làm và đóng góp khoảng 2 tỷ bảng Anh cho nền kinh tế quốc gia.
Coworking space (không gian làm việc chung) là một mô hình văn phòng trọn gói mới, chú trọng vào yếu tố cộng tác và kết nối giữa các thành viên. Thuật ngữ này được Bernard de Koven đặt ra năm 1999 và ngày càng phổ biến với các công ty khởi nghiệp và văn phòng đại diện quốc tế.

## Tại Việt Nam

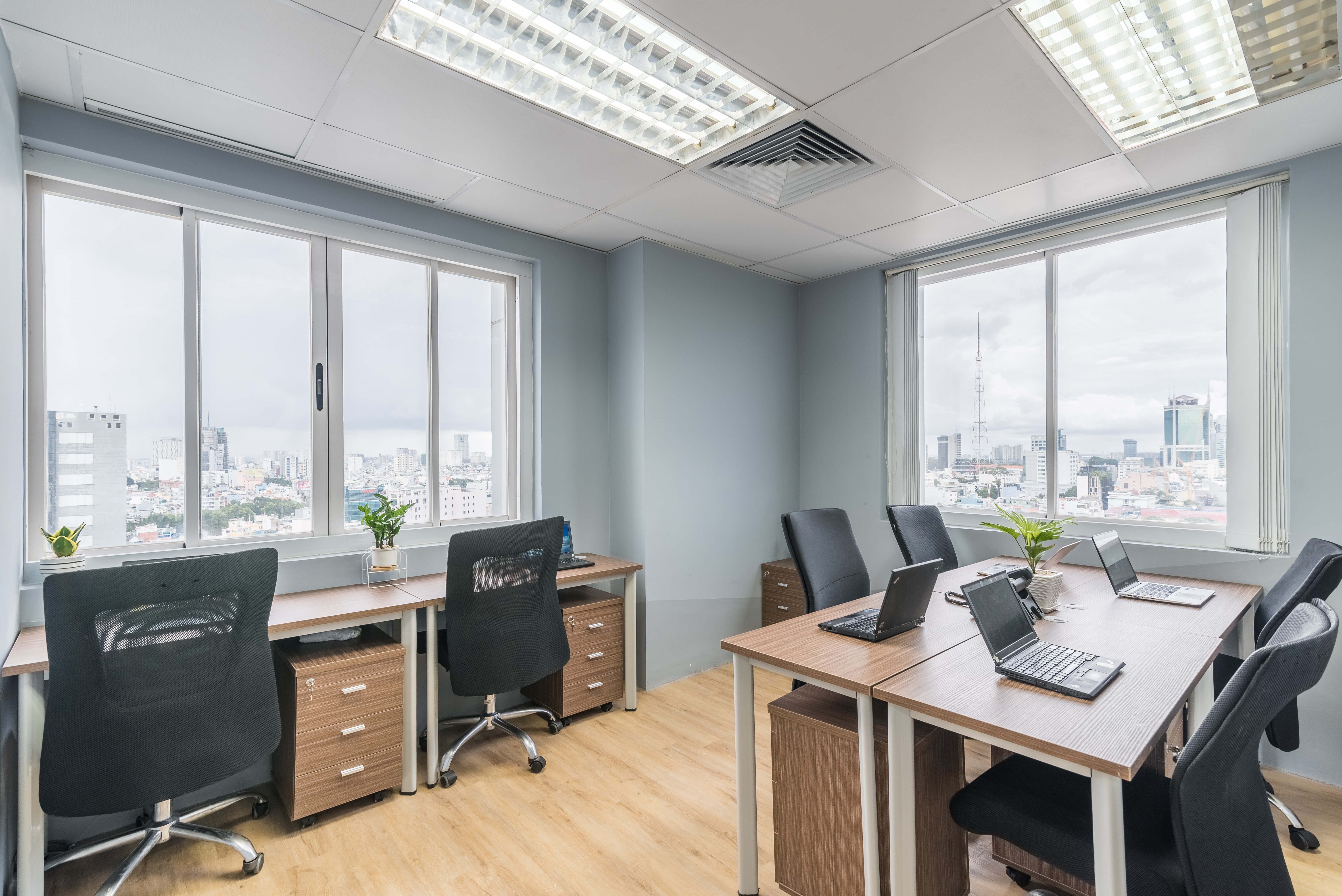
Văn phòng trọn gói cho 6 - 8 nhân sự

Khái niệm dịch vụ "Văn phòng tiện lợi" du nhập vào Việt Nam vào năm 2006. Ban đầu xuất phát từ Hà Nội, sau đó khái niệm đó du nhập vào Thành phố Hồ Chí Minh và được phát triển mạnh mẽ.
Khái niệm này ngày càng được phổ biến và được hiểu là các văn phòng diện tích nhỏ, hoặc văn phòng ảo với dịch vụ trọn gói, chia sẻ và chuyên nghiệp. Hiện nay dịch vụ Văn phòng trọn gói được hiểu là Dịch vụ cung cấp các Văn phòng cho thuê phục vụ từ 1 đến 2 người trở lên, với diện tích từ 5m2 đến 7m2 trở lên với thời gian linh hoạt.
Các văn phòng này nằm trong khu trung tâm của các thành phố, trong các tòa nhà văn phòng chuyên nghiệp hoặc chung cư cao tầng xây mới mà địa điểm và kiến trúc phù hợp làm văn phòng.

## Khía cạnh pháp lý
Trong dịch vụ Văn phòng tiện lợi có khái niệm liên quan tới "Văn phòng ảo" hay Đại diện thương mại hoặc Văn phòng đại diện chia sẻ. Văn phòng ảo là thuật ngữ không có trong quy định bằng văn bản của các cơ quan quản lý.
Tuy nhiên việc triển khai loại hình dịch vụ này là hoàn toàn phù hợp với Luật Doanh nghiệp và không vi phạm pháp luật. Văn phòng ảo là một lựa chọn tốt cho những công ty vừa và nhỏ thâm nhập thị trường.